# Wyomingská pánev
Wyomingská pánev (anglicky  Wyoming Basin) je rozlehlá pánev na severozápadě Spojených států amerických. Rozkládá se na více než polovině území státu Wyoming a na severu, jihu a západě zasahuje i do okolních států.
Pánev tvoří předěl mezi Středními a Jižními Skalnatými horami a propojuje Velké roviny s Koloradskou plošinou. Je také samostatnou provincií v rámci fyzické geografie Spojených států.

## Geografie
Směrem na západ se Wyomingská pánev člení na další menší sníženiny, které jsou obklopeny horami. Reliéf pánve je pahorkatý, rozčleněný řekami. Průměrná nadmořská je okolo 2 000 metrů, podnebí je kontinentální a semiaridní. Pánev vyplňují sedimentární horniny snesené z okolních hor.